# Ясень пенсильванский
Я́сень пенсильва́нский (лат. Frāxinus pennsylvānica) — дерево, вид рода Ясень (Fraxinus) семейства Маслиновые (Oleaceae).

## Ботаническое описание
Дерево высотой 16—48 метров. У старых растений кора серого или тёмно-серого цвета. Молодые побеги имеют желтовато-сероватый или серый окрас.
Почки бурого цвета. Главный стержень листа и нижняя часть листочков войлочно опушенные или голые. Листья длиной 10—40 см имеют 5—7 листочков. Листочки сильно различаются по форме, длиной 4—13 см и шириной 2—8 см, расположены на коротких черешочках, форма овальная или продолговатая, верхушка чаще всего вытянутая, края пильчато-зубчатые, реже цельные. Общий черешок в сечении полукруглый, в основании расширенный, сверху желобчатый, частоопушенный.
Цветки опыляются ветром, однополые. Соцветие — метёлка длиной 5—20 см. Чашечка колокольчатая, с правильными зубчиками, неплотно прижатая к плоду. Тычинок 2.
Завязь верхняя, с двумя гнёздами. Столбик короткий. Рыльце двухлопастное. Плод — крылатка, лопатчатая, постепенно расширяющаяся от основания, продолговато-эллиптической формы, сверху закруглённая или немного заострённая, длиной 3—7 см, шириной 0,5—1,2 см, в нижней половине крылья отсутствуют. Орешек короче крылатки, . Цветение происходит в июне. Плодоносит в августе.

## Экология и распространение
Произрастает возле берегов рек и озёр. Используется в озеленении городов во влажных почвах в северных районах, где ясень обыкновенный не способен выжить из-за морозов. Также ясень пенсильванский распространён в посадках степной зоны юга России и Украины гораздо шире ясеня обыкновенного, так как более засухоустойчив.
Ясень пенсильванский распространён в Канаде — провинции Квебек, Онтарио, Новая Шотландия, Альберта, Нью-Брансуик, Манитоба, Саскачеван; в США — штаты Коннектикут, Индиана, Массачусетс, Мичиган, Нью-Хемпшир, Нью-Джерси, Нью-Йорк, Пенсильвания, Западная Виргиния, Иллинойс, Канзас, Миннесота, Северная Дакота, Оклахома, Южная Дакота, Висконсин, Колорадо, Монтана, Вайоминг, Алабама, Арканзас, Флорида, Джорджия, Луизиана, Миссисипи, Северная Каролина, Южная Каролина, Теннесси, Техас.
В настоящее время как инвазивный вид все чаще встречается и в лесах Европейской части России

## Классификация

### Таксономическое положение
Fraxinus pennsylvanica Marshall, 1785, Arbust. Amer. : 51
Вид Ясень пенсильванский относится к роду Ясень (Fraxinus) семейства Маслиновые (Oleaceae) порядка Ясноткоцветные (Lamiales) и включается в дочернюю кладу Ламииды, последовательно входящую в более крупные клады Астериды → Суперастериды → Эвдикоты → Цветковые растения. Таксономическая схема в соответствии с Системой APG IV по состоянию на декабрь 2023 года:
|  |                          |  |                                   |                                   |                      |  | еще 23 семейства | еще 23 семейства |                      |  |  |  | еще 62 подтвержденных вида и 36 видов, ожидающих подтверждения |
|  |                          |  |                                   |                                   |                      |  | еще 23 семейства | еще 23 семейства |                      |  |  |  | еще 62 подтвержденных вида и 36 видов, ожидающих подтверждения |
|  |                          |  |                                   | порядок Ясноткоцветные            |                      |  |                  |                  | род Ясень            |  |  |  |                                                                |
|  |                          |  |                                   | порядок Ясноткоцветные            |                      |  |                  |                  | род Ясень            |  |  |  |                                                                |
|  | клада Цветковые растения |  |                                   |                                   | семейство Маслиновые |  |                  |                  | Ясень пенсильванский |  |  |  |                                                                |
|  | клада Цветковые растения |  |                                   |                                   | семейство Маслиновые |  |                  |                  |                      |  |  |  |                                                                |
|  |                          |  | ещё 63 порядка цветковых растений | ещё 63 порядка цветковых растений |                      |  |                  | еще 28 родов     | еще 28 родов         |  |  |  |                                                                |
|  |                          |  |                                   | ещё 63 порядка цветковых растений |                      |  |                  |                  | еще 28 родов         |  |  |  |                                                                |

### Синонимы
- Calycomelia campestris (Britton) Nieuwl. & Lunell
- Calycomelia elliptica (Bosc) Kostel.
- Calycomelia expansa (Willd.) Kostel.
- Calycomelia lancea (Bosc) Kostel.
- Calycomelia lanceolata (Borkh.) Lunell
- Calycomelia ovata (Bosc) Kostel.
- Calycomelia pennsylvanica (Marshall) Nieuwl.
- Calycomelia pubescens (Lam.) Kostel.
- Calycomelia richardii (Bosc) Kostel.
- Fraxinus americana subsp. pennsylvanica (Marshall) Wesm.
- Fraxinus americana subvar. aucubifolia (H.Jaeger) Wesm.
- Fraxinus americana var. normale Wesm.
- Fraxinus americana var. pennsylvanica (Marshall) Castigl.
- Fraxinus americana var. pennsylvanica (Marshall) Castigl.
- Fraxinus americana var. pennsylvanica (Marshall) Weston
- Fraxinus americana var. pubescens (Lam.) D.J.Browne
- Fraxinus americana var. rubicunda (Bosc) Wesm.
- Fraxinus americana var. subpubescens (Pers.) Wesm.
- Fraxinus arbutifolia Dippel
- Fraxinus aucubifolia G.Kirchn.
- Fraxinus campestris Britton
- Fraxinus ceratifolia Hoffmanns.
- Fraxinus cinerea Bosc
- Fraxinus concolor Muhl.
- Fraxinus darlingtonii Britton
- Fraxinus elliptica Bosc
- Fraxinus expansa Willd.
- Fraxinus fusca Bosc
- Fraxinus glabra Thornber
- Fraxinus glabra P.Lawson ex Beissn.
- Fraxinus juglandifolia var. aucubifolia H.Jaeger
- Fraxinus juglandifolia var. subintegerrima Vahl
- Fraxinus lancea Bosc
- Fraxinus lanceolata Borkh.
- Fraxinus lanceolata var. lindheimeri (Wenz.) Lingelsh.
- Fraxinus lanceolata var. macrocarpa Lingelsh.
- Fraxinus lanceolata var. viridis Lingelsh.
- Fraxinus lancifolia Raf.
- Fraxinus longifolia Bosc
- Fraxinus media Raf.
- Fraxinus nigra var. pubescens (Lam.) Castigl.
- Fraxinus oblongocarpa Buckley
- Fraxinus ovalis Willd.
- Fraxinus ovata Bosc
- Fraxinus pennsylvanica f. aucubifolia (H.Jaeger) Rehder
- Fraxinus pennsylvanica f. colorata B.Boivin
- Fraxinus pennsylvanica f. erythrocarpa Vict. & J.Rousseau
- Fraxinus pennsylvanica f. megaphylla Vict. & J.Rousseau
- Fraxinus pennsylvanica f. pennsylvanica
- Fraxinus pennsylvanica f. scotica B.Boivin
- Fraxinus pennsylvanica subsp. subintegerrima (Vahl) A.E.Murray
- Fraxinus pennsylvanica var. aucubifolia (H.Jaeger) Rehder
- Fraxinus pennsylvanica var. austinii Fernald
- Fraxinus pennsylvanica var. austini-megaphylla Vict. & J.Rousseau
- Fraxinus pennsylvanica var. campestris (Britton) F.C.Gates
- Fraxinus pennsylvanica var. lanceolata (Borkh.) Sarg.
- Fraxinus pennsylvanica var. ovata (Bosc) K.Koch
- Fraxinus pennsylvanica var. pennsylvanica
- Fraxinus pennsylvanica var. pubescens (Lam.) Lingelsh.
- Fraxinus pennsylvanica var. subintegerrima (Vahl) Fernald
- Fraxinus pennsylvanica var. typica Fernald
- Fraxinus pennsylvanica var. viridis C.K.Schneid.
- Fraxinus platyphylla Hoffmanns.
- Fraxinus pubescens Lam.
- Fraxinus pubescens var. boscii Dippel
- Fraxinus pubescens var. coriacea Dippel
- Fraxinus pubescens var. lindheimeri Wenz.
- Fraxinus pubescens var. nana Dippel
- Fraxinus pubescens var. ovata (Bosc) Dippel
- Fraxinus pubescens var. subpubescens (Pers.) Pursh
- Fraxinus pubescens var. subpubescens Pers.
- Fraxinus richardii Bosc
- Fraxinus rubicunda Bosc
- Fraxinus rufa Bosc
- Fraxinus smallii Britton
- Fraxinus subvillosa Bosc ex Pers.
- Fraxinus trialata Buckley
- Fraxinus viridis F.Michx.
- Fraxinus viridis var. pubescens (Lam.) Hitchc.
- Fraxinus viridis var. trialata (Buckley) Schelle
- Leptalix cinerea (Bosc) Raf.
- Leptalix elliptica (Bosc) Raf.
- Leptalix expansa (Willd.) Raf.
- Leptalix fusca (Bosc) Raf.
- Leptalix lancifolia Raf.
- Leptalix longifolia (Bosc) Raf.
- Leptalix media Raf.
- Leptalix ovata (Bosc) Raf.
- Leptalix pubescens (Lam.) Raf.
- Leptalix richardii (Bosc) Raf.
- Leptalix rubicunda (Bosc) Raf.
- Leptalix rufa (Bosc) Raf.

## Галерея
|                                                                                  |  |  |  |
| Слева направо: 1 — плоды; 2 — лист крупным планом; 3 — кора; 4 — ствол в разрезе |  |  |  |